# Letraset
Letraset est une entreprise britannique fondée en 1959 et active sur le marché de la typographie. Spécialiste des caractères transfert, elle finit par développer ses propres polices, agissant dès lors comme une fonderie typographique. Sa première création originale, Compacta, est dessinée par Fred Lambert en 1963. Rachetée par Colart, elle fait partie en tant que marque du groupe britannique Winsor & Newton (en).
Les séries de polices de caractères Letraset étaient vendues sur des feuilles transparentes, chaque lettre par décalcomanie à sec, et donc frottage, était transférable sur un support. Ce système était la base du matériel de création des graphistes. Il a perduré jusque vers 1995, puis périclité à l'arrivée de la composition par ordinateur. Les catalogues Letraset étaient, annuellement, de précieux outils de création graphique. Des entreprises concurrentes dont Chartpak et Mécanorma.
Elles ont été utilisées, entre autres, par les créateurs de fanzines, et les punks en raison de leur facilité d'utilisation, de leur bas prix et de la qualité du rendu graphique. Ces valeurs étaient alignées avec celles du Do it yourself (« fait-le toi-même ») de ce mouvement et permettaient au punk et aux autres subcultures de s'affranchir de l'imprimerie industrielle.
Letraset servit à démocratiser la typographie, et permettre de réaliser de petites corrections infrographiques, autrement réservées aux imprimeurs. Le catalogue de produit proposait des polices de caractères mais aussi des illustrations, des symboles et des drapeaux.

## Fabrication
Les feuilles de transfert à sec étaient souvent produites à l'aide de négatif typographiques, et d'une Stat Camera, laquelle exposait les caractères sur une surface plane, à la manière de la sérigraphie. Une fine couche d'adhésif activé par chaleur et frottement était ensuite ajoutée.

## Polices originales remarquables
- Compacta (1963)
- Countdown (1965)
- Revue (1968-69)
- Data 70 (1970)
- Shatter (1973)